# Mycodrosophila annulata
Mycodrosophila annulata är en tvåvingeart som beskrevs av Bock 1980. Mycodrosophila annulata ingår i släktet Mycodrosophila och familjen daggflugor. Inga underarter finns listade i Catalogue of Life.